# Nieuport
A Nieuport (később Nieuport-Delage) egy francia repülőgépgyártó cég volt, amely főleg vadászgépeket készített az első világháború alatt és után.

## Története

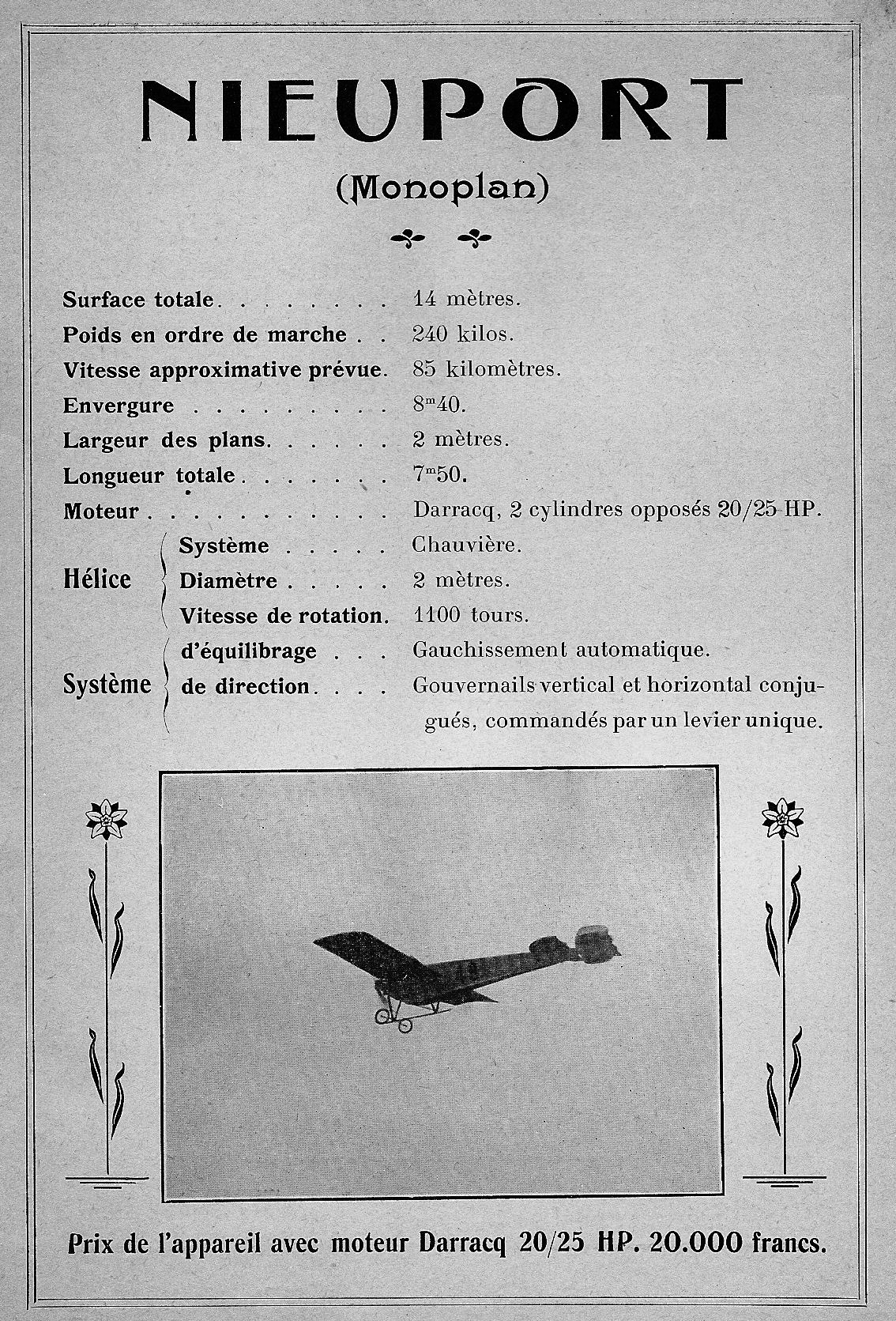
A Nieuport 2 egyfedelű bemutatólapja 1911-ből

A céget 1902-ben alapították Nieuport-Duplex néven, majd 1909-ben átalakították és felvette a Société Générale d'Aéro-locomotion nevet. Ekkoriban elsősorban belső égésű motorokat és alkatrészeket gyártott, többek között a korai repülőgépek számára. Ezután kezdtek el maguk is aeroplánokat építeni, bár az első, együléses monoplánjuk egy áradásban odaveszett. A második modell már 1909 végén röpképes volt. Ezen már megfigyelhetőek voltak olyan úttörő újítások, mint a zárt törzs, amely megvédte a pilótát a légcsavar szelétől vagy a farkon elhelyezett vízszintes vezérsík, amely lefelé nyomta a gép végét és ellensúlyozta az elöl elhelyezett nehéz motort (szemben például a Bleriot XI-el).
A Nieuport nehezen talált megfelelő motort a repülőgépeihez; végül maga fejlesztett ki 1910-ben egy 28 lóerős, kéthengeres, léghűtéses motort, amelyet sikeresen alkalmaztak a Nieuport II modellnél.
1911-ben a cég újabb átalakuláson ment keresztül és Nieuport et Deplante név alatt fő profilja a repülőgépgyártás lett. 1911-ben baleset következtében meghalt az egyik alapító fivér, Édouard Nieuport és a vállalatot az aviatikáért rajongó Henri Deutsch de la Meurthe felvásárolta. A név Société Anonyme des Établissements Nieuport-ra változott. 1912-ben egy légibalesetben a második alapító fivér, Charles Nieuport is elhunyt és a főtervezői posztot 1913 végéig a svájci Franz Schneider töltötte be (aki később a német LVG-nek dolgozott és sokat pereskedett Anthony Fokkerrel a géppuskaszinkronizáló szabadalmi jogaiért.

### Gustave Delage és az első világháború

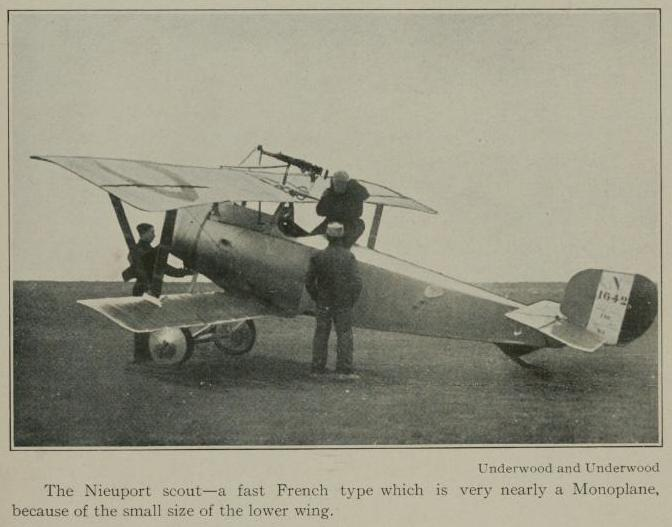
Nieuport 21 vadászgép

Schneider távozása után 1914 januárjában Gustave Delage lett a vezető tervező, aki elkezdte a munkát egy másfélfedelű gép tervein, amelynek felső szárnya jelentősen nagyobb volt mint az alsó és a szokásos két merevítő helyett csak egyet használt. A modell már csak az első világháború kitörése után lett kész, de Nieuport 10 néven a francia, brit és orosz légierő is széleskörűen alkalmazta. A Nieuport 10 (és továbbfejlesztett változata, a Nieuport 12) olyan jó teljesítményt nyújtott, hogy az addig felderítő és tüzérségi tűzirányzó repülőket vadászgépként kezdték használni őket. Ennek hatására Delage kimondottan vadászfeladatra fejlesztette a Nieuport 11-et (becenevén bébé) amely külsőre a 10-re hasonlított, csak valamivel kisebb volt nála.
1917 végéig a cég ezt az alaptípust fejlesztette tovább, az új típusok erősebb motorokat kaptak, valamivel nagyobbak lettek és jobbak lettek az aerodinamikai tulajdonságai; egészen a Nieuport 27-ig. Ahogy nőtt a motorteljesítmény, egyre több probléma adódott a másfélfedeles konstrukció és a V-szárnymerevítők miatt és a gépek hajlamossá váltak a szárnytörésre. 1917 márciusára az új német, kétgéppuskás Albatros D.III egyértelműen túlhaladta a Nieuport 27-et, amelynek el is kezdték a lecserélését, de 1918 tavaszáig szolgálatban maradtak. Emellett tanuló- és gyakorlógépnek is rendszeresen használták az elavult Nieuportokat.
Voltak olyan pilóták, mint Albert Ball vagy Charles Nungesser, akik érzékeny vezérlése és fordulékonysága miatt szerették a Nieuportokat. Eddie Rickenbacker és Billy Bishop Nieuportokkal érték el első légi győzelmeiket, utóbbi akkor, amikor a 23-as már kezdett elavultnak számítani.
A cég újabb fejlesztése, a Nieuport 28 már kettős szárnymerevítőket használt, de mire szolgálatba állt, a franciák már a SPAD S.XIII-at választották elsődleges vadászgépnek. Mivel ezek gyártása nem tudott lépést tartani az igényekkel, a háborúba akkor belépő amerikaiak eleinte főleg Nieuport 28-akat használtak.
A cég modelljeit Franciaországon kívül licenc alapján Olaszországban, Oroszországban és Nagy-Britanniában is gyártották. Az olasz Aermacchit eleve arra hozták létre, hogy különböző Nieuport-repülőket készítsen. Kezdetben Nieuport IV-et, majd Nieuport 10, 11, 17 és végül a háború után NiD.29-eket gyártottak. Oroszországban több üzem, (de főleg a Duksz) készített IV, 10, 11, 16, 17, 21, 23 és 24bis modelleket. Skóciában a William Beardmore and Company épített Nieuport 12-ket, amelyekbe fokozatosan beépítették a saját fejlesztéseiket.

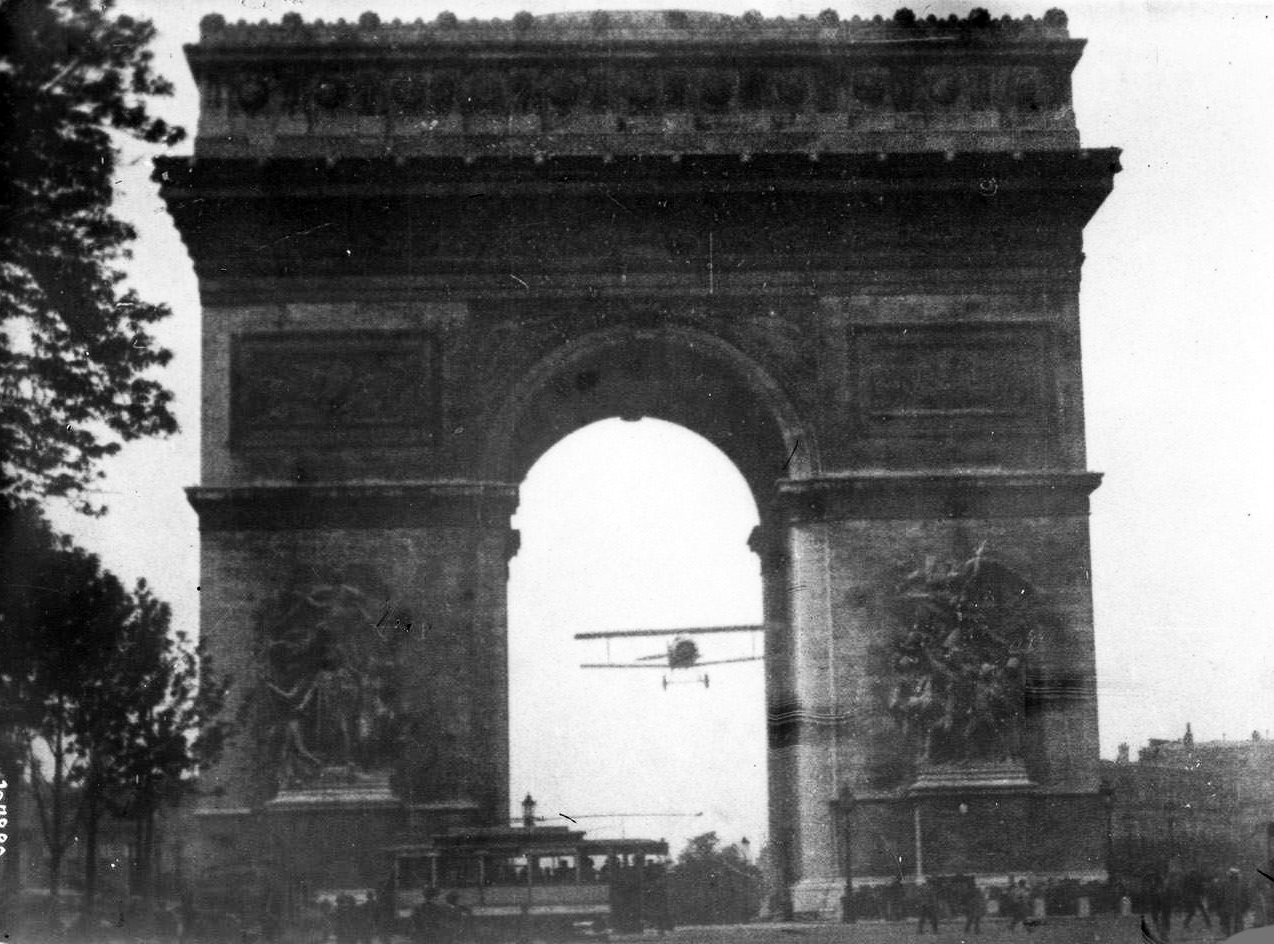
Charles Godefroy Nieuport gépével átrepül a Diadalív alatt (1919)

1919. augusztus 8-án, három héttel a győzelmi parádé után Charles Godefroy V-merevítős Nieuportjával átrepült a párizsi diadalív alatt. Az eseményt mozgóképre is vették.

### A világháború után
A háború végére a cég a Nieuport 28-ból két másik típust fejlesztett tovább: a kétfedelű Nieuport 29-et més az egyfedelű Nieuport 31-et. Ezeknel már egyhéjú (monocoque) törzse volt, 300 lóerős Hispano-Suiza hajtotta őket és végleg elhagyták a korábban jellemző V-merevítőket. Módosított verzióikkal több sebesség- és magasságrekordot is megdöntöttek, például Joseph Sadi-Lecointe egy 31-essel lépte túl elsőként a 200 mérföld/órás (320 km/h) sebességhatárt.
A Nieuport neve ekkoriban változott Nieuport-Astrára, miután felvásárolták a ballongyártó Société Astrát, bár röviddel később Nieuport-Delage lett, Gustave Delage vezető tervező tiszteletére. Rövid ideig a Nieuport-Tellier nevet is használták, miután beolvasztották a Tellier hidroplángyártó céget.
A 29 és 31 sikerei mellett Delage hamarosan előállt egy új koncepcióval: a Nieuport-Delage NiD.42 alapján fejlesztett újabb típusok egészen Franciaország második világháborús vereségéig hadrendben maradtak. A NiD.42 bázisán kialakított Nieuport-Delage 52-t a spanyol polgárháborúban mindkét fél használta, bát a 30-as évek közepén már elavultnak számított és a háború végére ki is vonták a szolgálatból. A francia légierő nagy számban alkalmazta a szintén NiD.42-alapú 62-szériát (620, 621, 622, 629), amelyek többnyire a 30-as évek végére lettek lecserélve. Néhány második vonalbeli repülőszázad még a második világháborúban is repülte ezeket az akkor már nagyon elavultnak számító gépeket. A cég épített polgári célú gépeket is, mint a Nieuport-Delage NiD 38-at és 39-et, de ezekből csak néhány példány készült.

### A Nieuport vége
1932-ben több összeolvadásra is sor került a francia repülőgépiparban. Delage visszavonulása után a céget egy darabig ismét csak Nieuportnak nevezték, majd egyesült a Loire Aviationnal (Loire-Nieuport), amely később több cég egyesülésével beolvadt az állami tulajdonú Société nationale des constructions aéronautiques de l'ouest-be (SNCAO). A későbbi évtizedekben több átalakulás után végül az Aérospatiale részévé vált.
Az 1940-es német megszállás előtt a cég dokumentumait elégették, hogy ne kerüljenek ellenséges kezekbe. A németek aztán ipari kémkedéssel vádolták a Nieuport alkalmazottait, mert a utolsó modelljük, az együléses, visszahúzható futóművű Loire-Nieuport LN.401 bombázó hasonlított a Junkers 87-re.

## Nieuport-repülőgépek
- Nieuport I – kísérleti egyfedelű, egy repülés után egy árvízben megsemmisült
- Nieuport II – együléses sportmonoplán
- Nieuport III – Anzani motorral felszerelt kétüléses sportmonoplán
- Nieuport IV – kétüléses sportmonoplán
- Nieuport VI – háromüléses sportmonoplán, a francia és brit haditengerészet is használta
- Nieuport VIII – kétüléses sportmonoplán, a VI törökországi változata
- Nieuport X – háromüléses egyfedelű, a VI változata, a francia haditengerészet használta
- Nieuport XI – együléses sportmonoplán prototípus
- Nieuport-Dunne – licenc alapján gyártott farok nélküli kétfedelű
- Nieuport Carton-Pate – katonai másfélfedelű hidroplán[12]
- Nieuport 9 – a 10 orosz változata
- Nieuport 10 – több célra használt másfélfedelű
  - Nieuport 83 – a 10 80 lóerős motorral felszerelt gyakorlóváltozata
- Nieuport 11 – másfélfedelű vadászgép
- Nieuport 12 – a 10 alapján épített kétüléses, másfélfedelű tüzérségi tűzirányzó
  - Nieuport 80 és 81 – a 12 80 lóerős motorral felszerelt gyakorlóváltozata
- Nieuport 12bis – a 12-ből átalakított kétüléses  másfélfedelű tüzérségi tűzirányzó
- Nieuport 13 – a 12 hosszabb szárnyú változata
- Nieuport 14 – kétüléses másfélfedelű felderítő
  - Nieuport 82 – a 14 80 lóerős gyakorlóváltozata
- Nieuport 15 – másfélfedelű bombázó, a 14 nagyobb verziója
- Nieuport 16 – a 11 megerősített, 110 lóerős változata, vadászgép
- Nieuport 17 – továbbfejlesztett 16, vadászgép
- Nieuport 17bis – a 17 Clerget-motoros verziója
- Nieuport 18 – kétmotoros másfélfedelű bombázó
- Nieuport 19 – 18 más motorral
- Nieuport 20 – a 12 továbbfejlesztése
- Nieuport 21 – a 17 könnyebb, kisebb teljesítményű verziója
- Nieuport 23 – a 17 Vickers géppuskával felszerelt verziója
- Nieuport 24 – a 17 továbbfejlesztett verziója
- Nieuport 24bis – a 24, de a 17 vezérsíkjaival
- Nieuport 25 – nagyobb Clerget-motorral felszerelt 24, csak prototípusok készültek
- Nieuport 27 – továbbfejlesztett 24, az utolsó V-merevítős
- Nieuport 28 – kétfedelű vadász, főleg az amerikai expedíciós haderő használta
- Nieuport Madon – egyfedelű kísérleti vadász, a 31 és más típusok előfutára
- Nieuport 29/Nieuport-Delage NiD 29 – kétfedelű vadász
- Nieuport 30T/Nieuport-Delage NiD 30T – egymotoros kétfedelű utasszállító
- Nieuport 31/31Rh – Le Rhone-motoros egy/másfélfedeles vadász prototípus
- Nieuport-Delage NiD 32/32M/32Rh – a NiD 29 forgómotoros verziója
- Nieuport-Delage NiD 33 – a NiD.29 gyakorlóverziója, többek között Japánban használták
- Nieuport-Delage NiD 37 – egyfedelű vadász/sportgép
- Nieuport-Delage NiD 38 & NiD 39 – egymotoros, kétfedelű utasszállítók
- Nieuport-Delage NiD 40 – a 29 nagy magasságokra átalakított verziója
- Nieuport-Delage 41 Sesquiplan – egyfedelű sportgép
- Nieuport-Delage NiD 42 – másfélfedelű vadász, az 52, 62, 72 elődje
  - Nieuport-Delage NiD 42S – egyfedelű sportgép
- Nieuport-Delage NiD 43[13] – vadász hidroplán
- Nieuport-Delage NiD 44 – a 42 másik motorral felszerelt verziója
- Nieuport-Delage NiD 450 & 650 – egyfedelű sporthidroplánok
- Nieuport-Delage NiD 46 – a 42 másik motorral felszerelt verziója
- Nieuport-Delage NiD 48[14] – a 42 kisebb, könnyebb verziója
- Nieuport-Delage NiD 50[15] – kétmotoros torpedóvető hidroplán-prototípus
- Nieuport-Delage NiD 52 – a 42 Spanyolországban használt változata
- Nieuport-Delage NiD 54[16] – egymotoros szállítógép
- Nieuport-Delage NiD 580[17] – kétüléses felderítő
- Nieuport-Delage NiD 62 – másfélfedeles vadászgép
- Nieuport-Delage NiD 64, 640 & 641 – egymotoros utasszállító
- Nieuport-Delage NiD 72 – a 62 tisztán fémből épített változata
- Nieuport-Delage NiD 740[18] – hárommotoros postagép-prototípus
- Nieuport-Delage NiD-120 – együléses vadászgép Peru számára
- Loire-Nieuport LN.10 – kétmotoros hidroplán
- Loire-Nieuport LN.30 – egymotoros gyakorló repülőcsónak
- Loire-Nieuport LN.40 – egymotoros, együléses zuhanóbombázó
- Loire-Nieuport LN.160 – egymotoros vadászgép, a SNCAO 200 elődje

## Képek

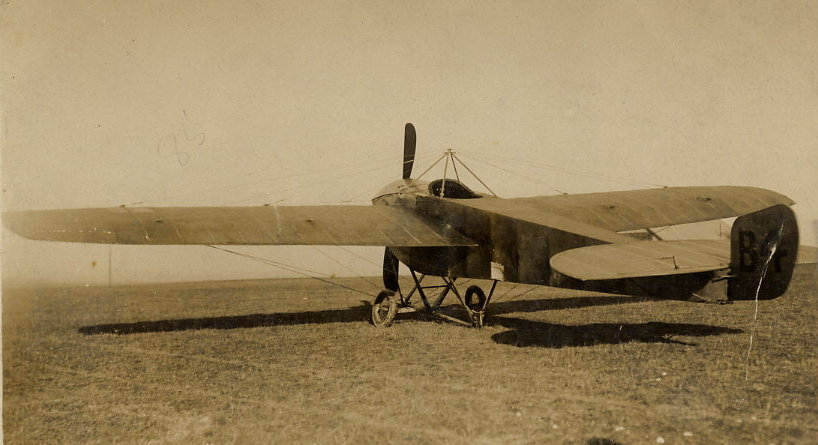
Nieuport IV.G
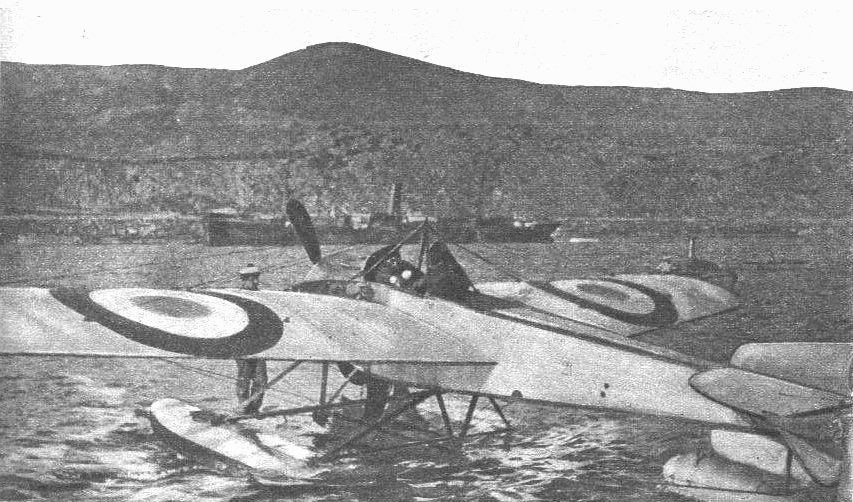
Nieuport VI.H
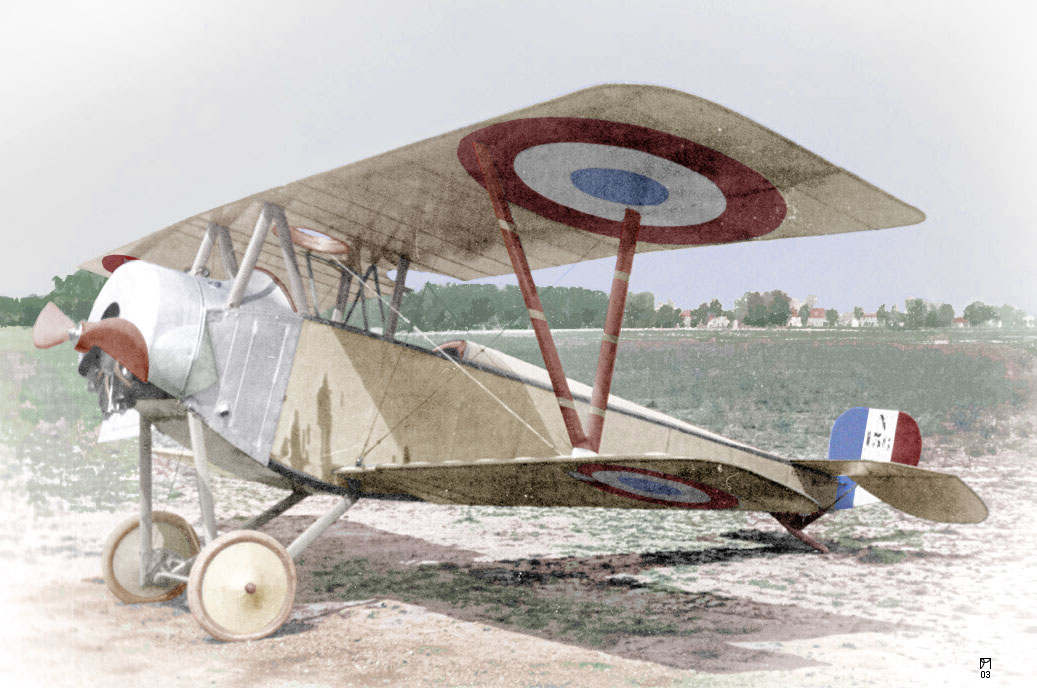
Nieuport 10 C.1
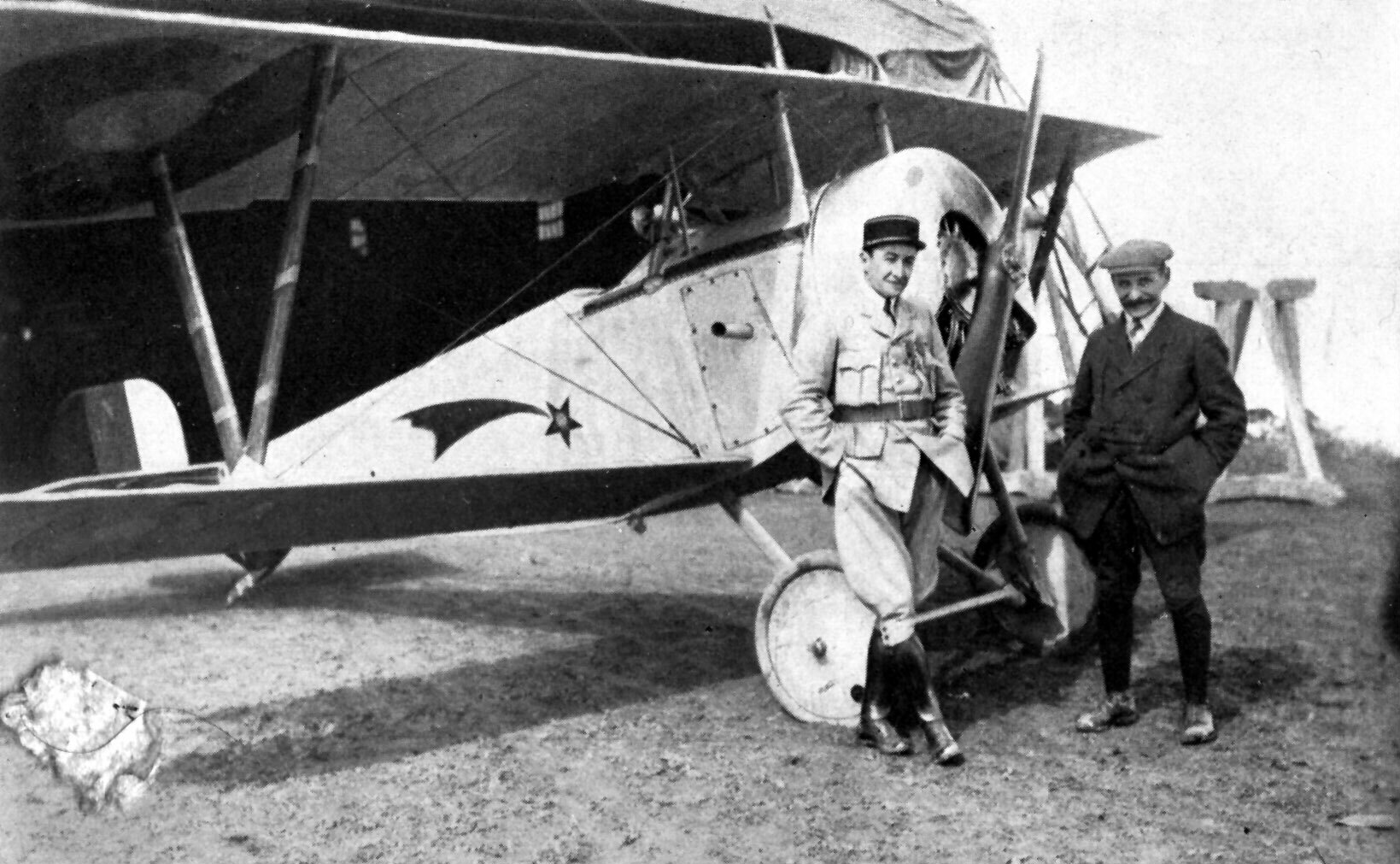
Nieuport 11 C.1
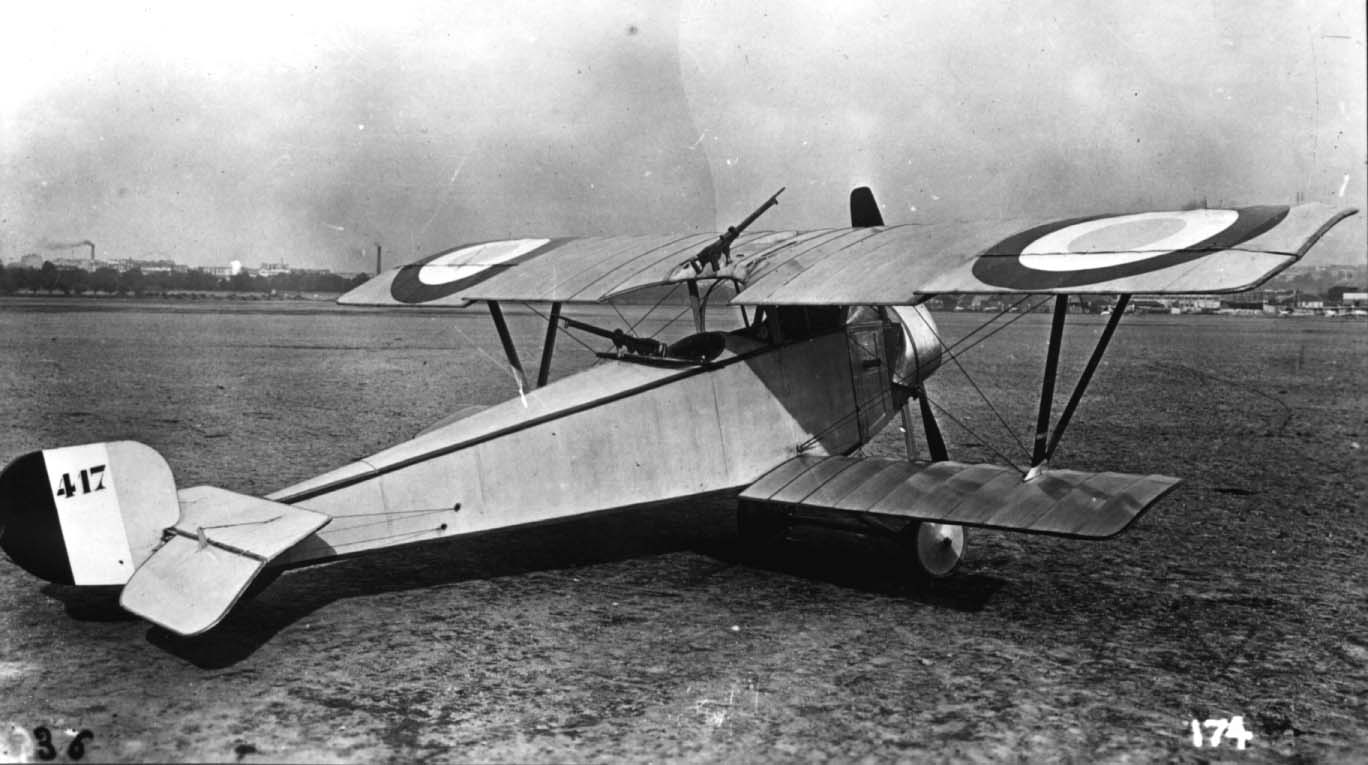
Nieuport 12 A.2 prototípus
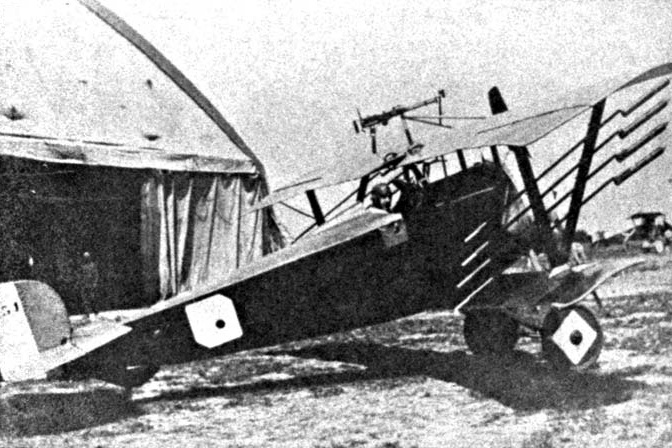
Ballonok elleni rakétákkal felszerelt Nieuport 16
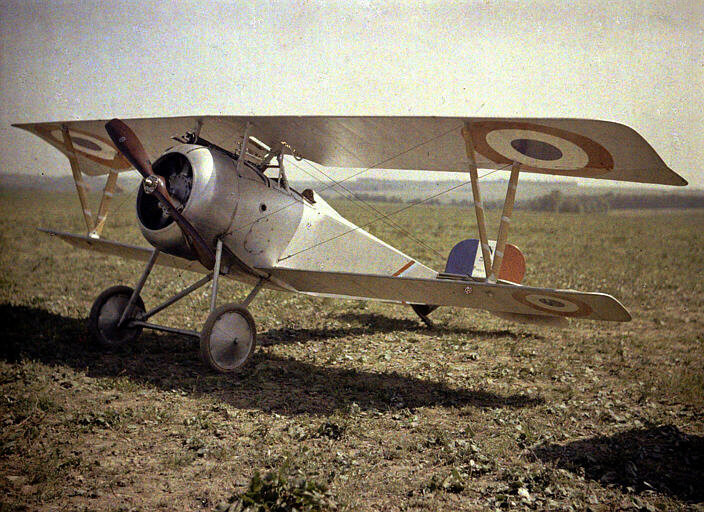
Nieuport 23 C.1
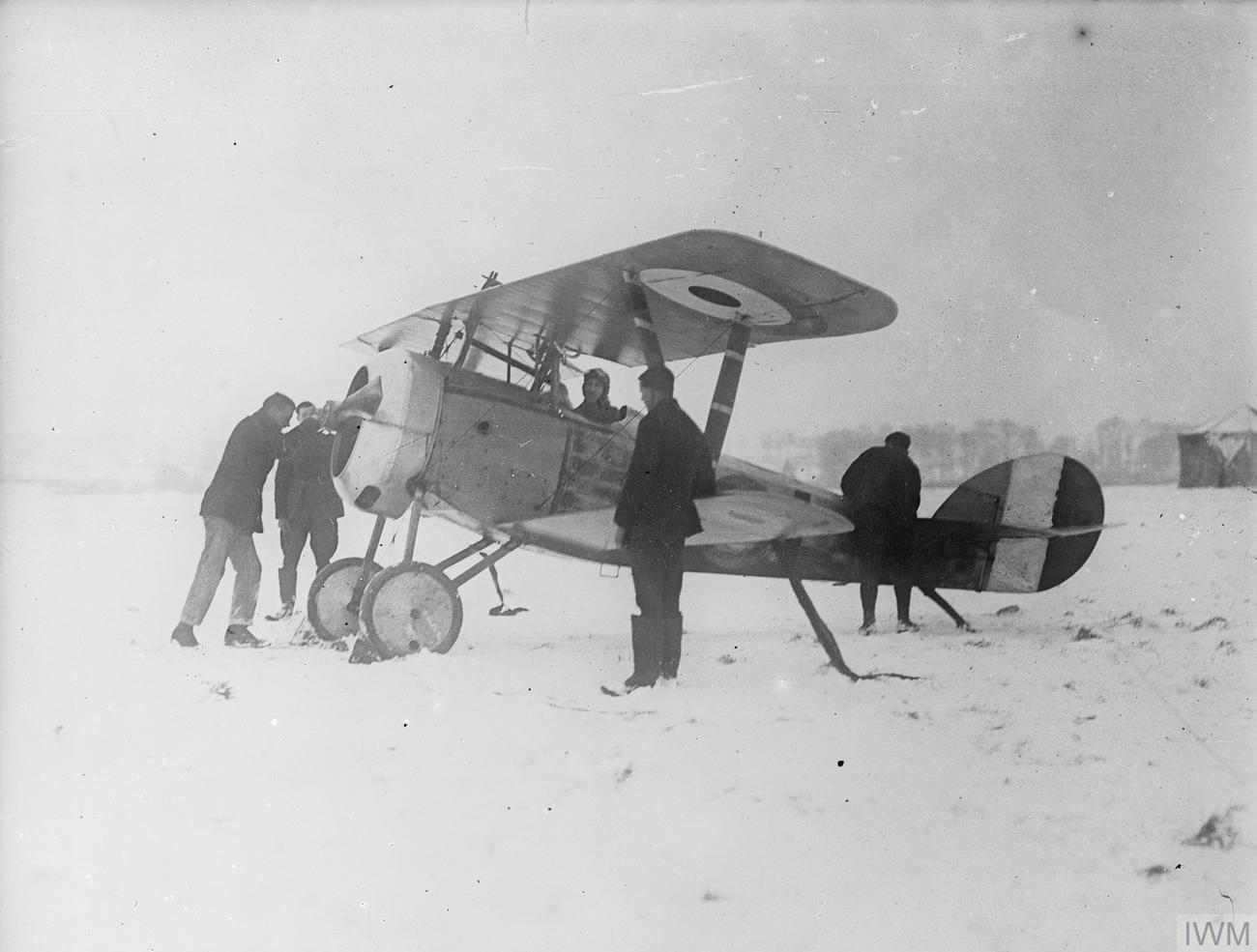
Nieuport 27 C.1
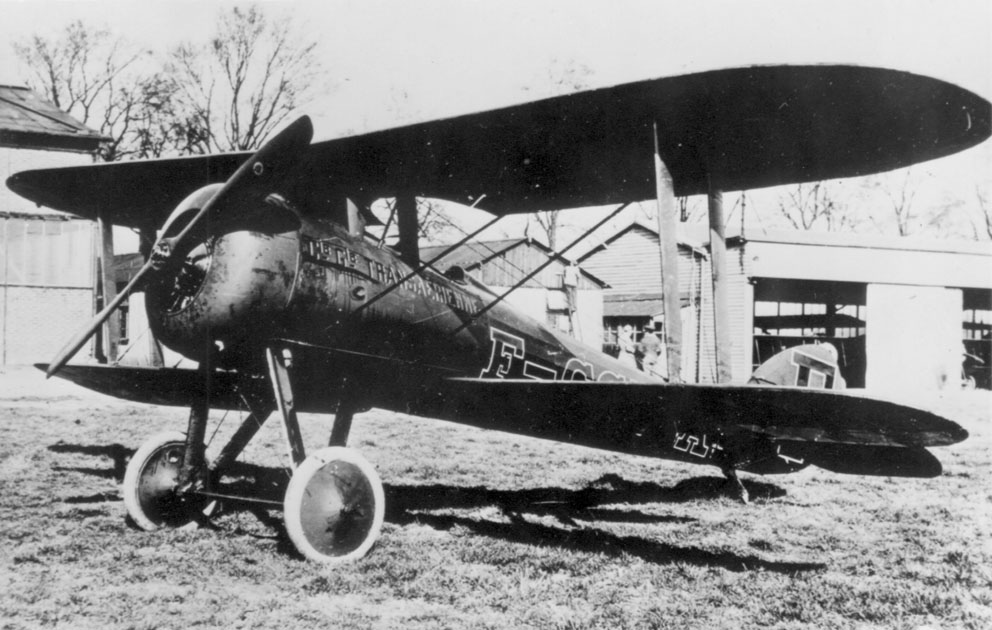
Nieuport 28 C.1
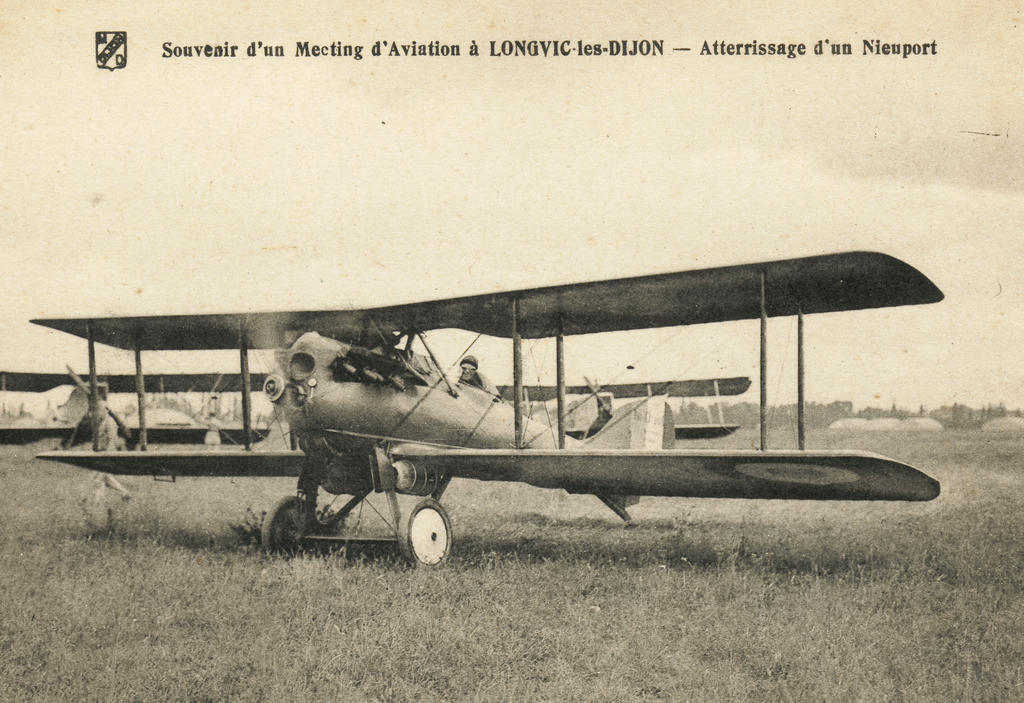
Nieuport-Delage 29 C.1
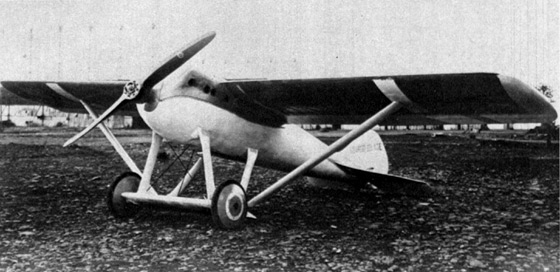
Nieuport-Delage 41 Sesquiplan
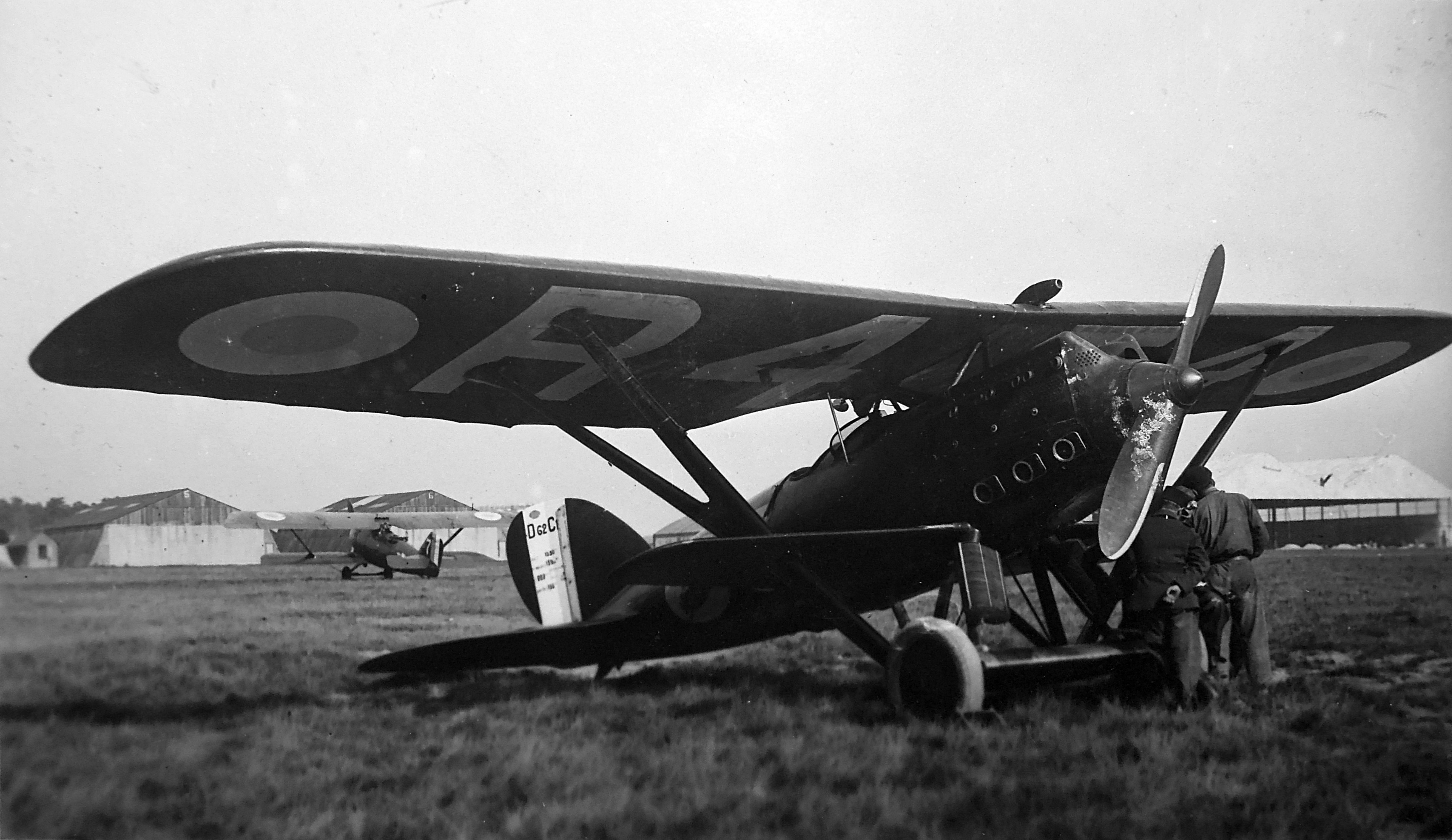
Nieuport-Delage NiD.62

## Múzeumokban kiállított eredeti Nieuport-gépek

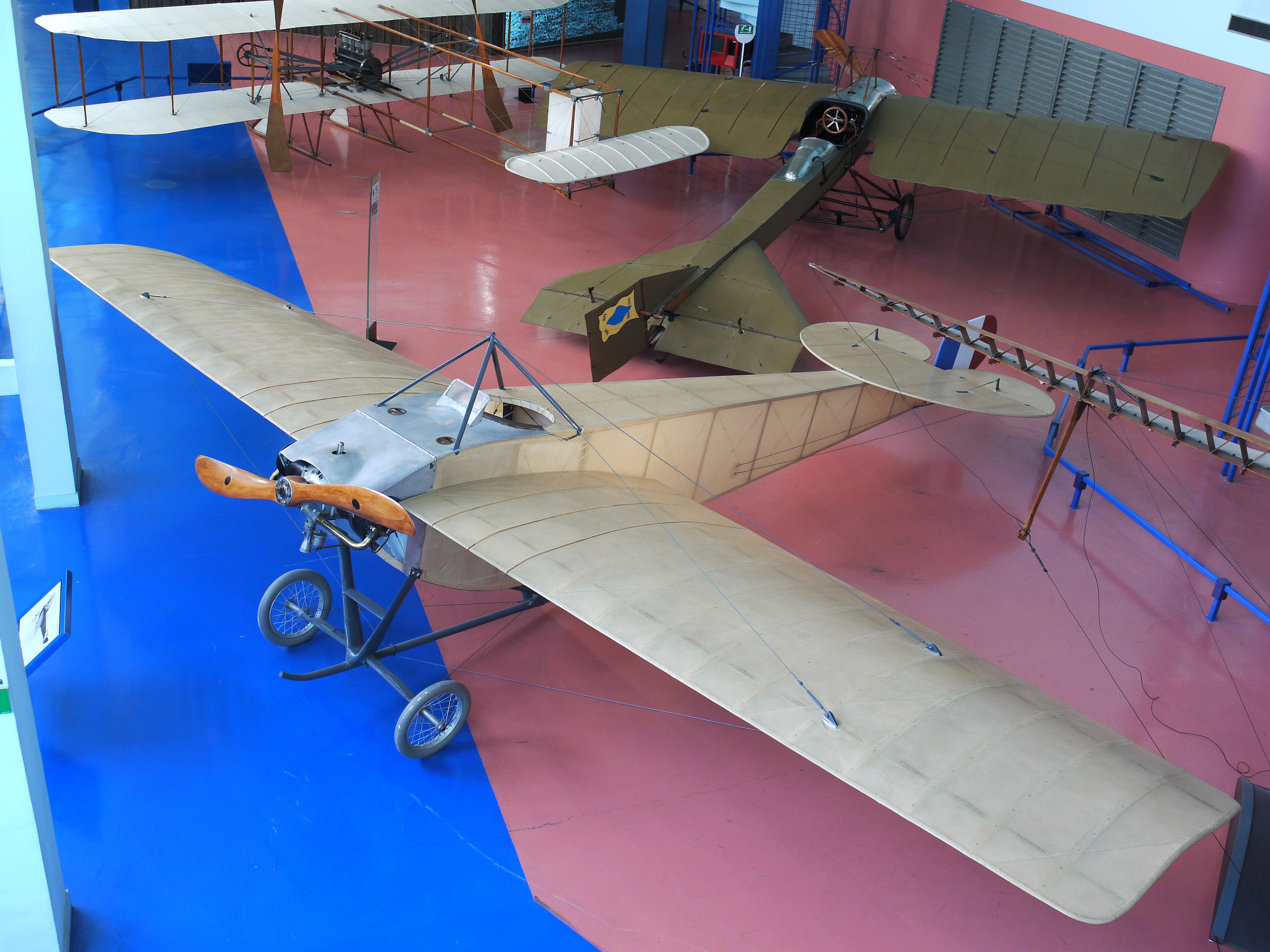
Nieuport 2N Párizsban

| Típus                      | Intézmény                                              | Helyszín                                                     |
| Nieuport II.N monoplán     | Francia Repülési és Űrhajózási Múzeum                  | Le Bourget (Párizs), Franciaország                           |
| Nieuport IV.G monoplán     | A Svéd Légierő Múzeuma                                 | Malmen légibázis, Svédország                                 |
| Nieuport-Macchi 10,000     | Olasz Hadtörténeti Múzeum                              | Rovereto, Olaszország                                        |
| Nieuport-Macchi 10,000     | Leonardo da Vinci Természettudományi és Műszaki Múzeum | Milánó, Olaszország                                          |
| Nieuport 11 C.1            | Francia Repülési és Űrhajózási Múzeum                  | Le Bourget (Párizs), Franciaország                           |
| Nieuport 12 A.2            | Kanadai Repülési és Űrhajózási Múzeum                  | Ottawa, Kanada                                               |
| Nieuport 23 C.1            | A Fegyveres Erők és a Hadtörténet Királyi Múzeuma      | Brüsszel, Belgium                                            |
| Nieuport 28 C.1            | Nemzeti Repülési és Űrhajózási Múzeum                  | Washington, Egyesült Államok                                 |
| Nieuport 28 C.1            | Az Egyesült Államok Légierejének Nemzeti Múzeuma       | Dayton, Egyesült Államok                                     |
| Nieuport 28 C.1            | A Tengerészeti Repülés Nemzeti Múzeuma                 | Pensacolai tengerészeti légibázis, Florida, Egyesült Államok |
| Nieuport 28 C.1            | A Svájci Légierő Múzeuma                               | Dübendorf, Svájc                                             |
| Nieuport-Delage NiD.29 C.1 | Francia Repülési és Űrhajózási Múzeum                  | Le Bourget (Párizs), Franciaország                           |
| Nieuport 83 E.2 gyakorló   | Old Rhinebeck Aerodrome                                | Rhinebeck, New York állam, Egyesült Államok                  |

## Fordítás
- Ez a szócikk részben vagy egészben  a   Nieuport című angol Wikipédia-szócikk ezen változatának fordításán alapul.  Az eredeti cikk szerkesztőit annak laptörténete sorolja fel. Ez a jelzés csupán a megfogalmazás eredetét és a szerzői jogokat jelzi, nem szolgál a cikkben szereplő információk forrásmegjelöléseként.